# Sarcoprosena triangulifera
Sarcoprosena triangulifera là một loài ruồi trong họ Tachinidae.